# Grande Prêmio da Espanha de 1980
O Grande Prêmio da Espanha de Fórmula Livre foi realizado em Jarama em 1º de junho de 1980. Originalmente programado como parte do calendário do Campeonato Mundial de Fórmula 1, seu resultado não foi reconhecido pelas instâncias esportivas que regiam a disputa e assim tornou-se uma corrida extracampeonato. O vencedor da mesma foi Alan Jones, piloto da equipe Williams-Ford, Jochen Mass terminou em segundo com a Arrows-Ford e Elio de Angelis em terceiro ao volante da Lotus-Ford.

## Resumo

### Sementes da discórdia
Presidente da Federação Internacional de Automobilismo Esportivo (FISA), Jean-Marie Balestre acumula também a presidência da Federação Francesa de Automobilismo e, sob esta última condição, suspendeu as licenças de Jean-Pierre Jarier (Tyrrell), Alain Prost (McLaren), Didier Pironi e Jacques Laffite (contratados da Ligier) impedindo-os de disputar o Grande Prêmio da Espanha. Alegando que o grupo descumpriu uma norma aprovada antes do Grande Prêmio da Bélgica segundo a qual os pilotos deveriam comparecer a uma espécie de "reunião informativa sobre segurança" nos momentos prévios de cada ocorrida sob pena de US$ 2 mil de multa (Cr$ 100 mil sob a cotação vigente na época) às quais resultarão na supressão das licenças desportivas em caso de não pagamento. Tal infração, segundo os termos expostos, ocorreu também no fim de semana onde disputaram o Grande Prêmio de Mônaco, resultando em outra multa, desta vez de US$ 1,5 mil (Cr$ 75 mil). Apesar do edito de Balestre a Associação dos Construtores da Fórmula 1 (FOCA) respondeu de maneira sucinta: caso os pilotos sejam impedidos de participar do Grande Prêmio da Espanha, simplesmente não haverá corrida.
Ignorando as posições em sentido contrário, Balestre fixou o dia 27 de maio como prazo derradeiro para o estipêndio requisitado aos pilotos sob pena de suspensão em caso de não pagamento e em nome desse objetivo o dirigente-mor da FISA manteve-se inclemente: acolheu as suspensões de Didier Pironi, Jacques Laffite e Jean-Pierre Jarier acrecentando os nomes de Carlos Reutemann, Elio de Angelis, Jan Lammers, Keke Rosberg e Ricardo Zunino no "rol dos culpados" e de nada adiantou o depósito que os organizadores fizeram em nome dos corredores para viabilizar a corrida, pois o irascível Balestre exigia que o numerário fosse depositado pelos "infratores" e não por terceiros, algo insultoso aos olhos da FOCA. Além dos corredores citados, outros foram alvo da fúria pecuniária de Jean-Marie Balestre. A essa altura Ferrari, Renault e Alfa Romeo, além da Osella em certo momento, recusavam-se a disputar uma prova não certificada pela FISA enquanto os demais times alinharam-se a Bernie Ecclestone e ao Marquês de Cubas, presidente do Real Automóvel Clube da Espanha (RACE), pela realização do evento.

### Guerra FISA – FOCA
No treino de 29 de maio, uma quinta-feira, apenas Ferrari, Renault e Alfa Romeo (chamadas "equipes de fábrica" por seus vínculos com grandes montadoras) foram à pista às 10h, mas a Guarda Civil Espanhola chegou a Jarama, interrompeu a sessão após meia hora e expulsou os comissários da FISA. Naquela altura firmou-se a convicção segundo a qual, se o Grande Prêmio da Espanha não era chancelado pela entidade, seus inspetores não tinham nada a supervisionar. A tríade de escuderias engajadas com as premissas de Balestre subsistiram no autódromo até a última hora esperando a lavratura de um acordo entre FISA e FOCA a fim de viabilizar legalmente a corrida e quando isso não ocorreu as mesmas deixaram a Espanha. Fazendo o caninho inverso, os construtores vinculados a Ecclestone foram à pista ao meio-dia e meia para treinar, o que repetiu-se no sábado quando a Osella aderiu à barafunda. "No plano esportivo, os treinos oficiais demonstraram mais uma vez que o circuito de Jarama é difícil e muito seletivo, apropriado mesmo para os carros mais ágeis como os Ligier, Williams, Brabham e, em menor medida, os McLaren".
A partir do cenário descrito acima, não houve surpresa quando Ligier e Williams alternaram-se nas duas primeiras filas do grid com Jacques Laffite, Alan Jones, Didier Pironi e Carlos Reutemann enquanto Nelson Piquet colocou a Brabham em quinto com Alain Prost em sexto com a McLaren, a melhor posição de largada do francês até então. Merecem registro o décimo lugar de Eddie Cheever com a Osella e o décimo sétimo posto do espanhol Emilio de Villota ao volante da RAM, equipe ausente da categoria desde o Grande Prêmio dos Países Baixos de 1977 e cujo regresso foi possível utilizando chassis da Williams. Ao todo nove equipes classificaram duas máquinas à porfia, enquanto ATS, Osella, RAM e Ensign correriam cada uma com apenas um bólido.
No domingo a Williams assumiu o controle da prova no momento da largada quando Reutemann ascendeu à liderança com Jones em segundo lugar enquanto Laffite e Pironi permaneceram à frente de Piquet, grupo este que estava separado por uma diferença mínima com a ordem dos carros inalterada até uma ultrapassagem de Piquet sobre Pironi na volta seis. Mais tarde, ao tangenciar a curva Ascari de forma errônea, Jones beneficiou Piquet e Pironi, que suplantaram o australiano enquanto Reutemann e Laffite lutavam de modo incessante pela liderança até um imbróglio no curso da volta 36 quando Emilio de Villota, que acabara de ser ultrapassado por Carlos Reutemann, foi abalroado por Jacques Laffite num acidente que eliminou os três da prova. Favorecido por tais acontecimentos, Nelson Piquet saltou para a liderança mantendo-a até abandonar por quebra de câmbio ao completar 42 voltas.
Novo líder da prova, Didier Pironi estava dez segundos na frente dos rivais e ao forçar seu carro aumentou a lambujem para vinte e dois segundos. Porém a Ligier do francês perdeu uma roda na 65ª volta e ficou pelo caminho entregando o primeiro lugar a Alan Jones, afinal vencedor na Espanha com sua Williams.  Mais de cinquenta segundos atrás de Jones cruzou Jochen Mass, da Arrows, sendo que este chegou a ser ameaçado por Eddie Cheever, mas a quebra da Osella guiada pelo norte-americano garantiu o segundo posto a Mass e também o terceiro lugar a Elio de Angelis, da Lotus. Uma volta depois passaram Emerson Fittipaldi (Fittipaldi) e Jean-Pierre Jarier (Tyrrell) com Patrick Gaillard (Ensign) fechando a zona de pontuação sob uma desvantagem de cinco voltas em relação ao vencedor.

### FIA anula a corrida
Reunido em Atenas a 2 de junho de 1980, um dia depois da corrida em Jarama, o comitê executivo da Federação Internacional do Automóvel anulou o Grande Prêmio da Espanha numa decisão tomada sob a presidência do príncipe de Metternich-Winneburg. Pedindo que a FISA tratasse "com clemência os pilotos que participaram do GP da Espanha sob pressão", a FIA "expressou seu pesar pelo fato do Real Automóvel Clube da Espanha ter organizado um Grande Prêmio ilegal" pedindo a seguir um entendimento entre as partes a fim de realizar próxima etapa do certame, o Grande Prêmio da França.
Nos dias seguintes a decisão em Atenas houve tratativas para restabelecer o diálogo entre FISA e FOCA (sobretudo por parte de Frank Williams) visando a continuidade do campeonato e fortuitamente reverter o veredicto quanto a prova espanhola, mas em 31 de julho o comitê executivo da FIA negou recurso a esse respeito e declarou "absolutamente ilegal" o Grande Prêmio da Espanha multando, sob sursis, os participantes do evento em 3 mil francos suíços, decisão que deveria estorvar Bernie Ecclestone, mas ironicamente o todo-poderoso líder da FOCA foi beneficiado pela manutenção de Nelson Piquet como líder do mundial de pilotos com 22 pontos. Em tempo: apenas em 2010 um australiano pôde vencer o Grande Prêmio da Espanha graças ao triunfo de Mark Webber pela Red Bull Racing em Barcelona.

## Classificação da prova

### Grid de largada
| Pos     | Nº. | Piloto                | Equipe          | Tempo               | Dif.                |
| ------- | --- | --------------------- | --------------- | ------------------- | ------------------- |
| 1       | 26  | Jacques Laffite       | Ligier-Ford     | 1:12.647            | —                   |
| 2       | 27  | Alan Jones            | Williams-Ford   | 1:13.021            | + 0.38              |
| 3       | 25  | Didier Pironi         | Ligier-Ford     | 1:13.034            | + 0.39              |
| 4       | 28  | Carlos Reutemann      | Williams-Ford   | 1:13.270            | + 0.63              |
| 5       | 5   | Nelson Piquet         | Brabham-Ford    | 1:13.604            | + 0.96              |
| 6       | 8   | Alain Prost           | McLaren-Ford    | 1:13.631            | + 0.99              |
| 7       | 6   | Ricardo Zunino        | Brabham-Ford    | 1:14.180            | + 1.54              |
| 8       | 11  | Mario Andretti        | Lotus-Ford      | 1:14.249            | + 1.60              |
| 9       | 9   | Jan Lammers           | ATS-Ford        | 1:14.420            | + 1.78              |
| 10      | 31  | Eddie Cheever         | Osella-Ford     | 1:14.424            | + 1.78              |
| 11      | 29  | Riccardo Patrese      | Arrows-Ford     | 1:14.437            | + 1.79              |
| 12      | 7   | John Watson           | McLaren-Ford    | 1:14.579            | + 1.93              |
| 13      | 12  | Elio de Angelis       | Lotus-Ford      | 1:14.583            | + 1.94              |
| 14      | 30  | Jochen Mass           | Arrows-Ford     | 1:14.805            | + 2.16              |
| 15      | 3   | Jean-Pierre Jarier    | Tyrrell-Ford    | 1:14.820            | + 2.18              |
| 16      | 4   | Derek Daly            | Tyrrell-Ford    | 1:14.965            | + 2.32              |
| 17      | 34  | Emilio de Villota     | Williams-Ford   | 1:15.046            | + 2.40              |
| 18      | 21  | Keke Rosberg          | Fittipaldi-Ford | 1:15.104            | + 2.46              |
| 19      | 20  | Emerson Fittipaldi    | Fittipaldi-Ford | 1:15.172            | + 2.53              |
| 20      | 17  | Geoff Lees            | Shadow-Ford     | 1:15.708            | + 3.06              |
| 21      | 14  | Patrick Gaillard      | Ensign-Ford     | 1:15.959            | + 3.31              |
| 22      | 18  | David Kennedy         | Shadow-Ford     | 1:16.446            | + 3.80              |
| DNQ     | 50  | Eliseo Salazar        | Williams-Ford   |                     |                     |
| DNQ     | 41  | Brian Henton          | Ensign-Ford     |                     |                     |
| WD      | 1   | Jody Scheckter        | Ferrari         | Retirou-se da prova | Retirou-se da prova |
| WD      | 2   | Gilles Villeneuve     | Ferrari         | Retirou-se da prova | Retirou-se da prova |
| WD      | 15  | Jean-Pierre Jabouille | Renault         | Retirou-se da prova | Retirou-se da prova |
| WD      | 16  | René Arnoux           | Renault         | Retirou-se da prova | Retirou-se da prova |
| WD      | 22  | Patrick Depailler     | Alfa Romeo      | Retirou-se da prova | Retirou-se da prova |
| WD      | 23  | Bruno Giacomelli      | Alfa Romeo      | Retirou-se da prova | Retirou-se da prova |
| Fontes: |     |                       |                 |                     |                     |

### Resultado da corrida
| Pos.    | Nº. | Piloto             | Construtor      | Voltas | Tempo/Diferença |
| ------- | --- | ------------------ | --------------- | ------ | --------------- |
| 1       | 27  | Alan Jones         | Williams-Ford   | 80     | 1:43:14.076     |
| 2       | 30  | Jochen Mass        | Arrows-Ford     | 80     | + 50.940        |
| 3       | 12  | Elio de Angelis    | Lotus-Ford      | 80     | + 1:12.271      |
| 4       | 3   | Jean-Pierre Jarier | Tyrrell-Ford    | 79     | + 1 volta       |
| 5       | 20  | Emerson Fittipaldi | Fittipaldi-Ford | 79     | + 1 volta       |
| 6       | 14  | Patrick Gaillard   | Ensign-Ford     | 75     | + 5 voltas      |
| Ret     | 31  | Eddie Cheever      | Osella-Ford     | 67     | Câmbio          |
| Ret     | 25  | Didier Pironi      | Ligier-Ford     | 65     | Pneu solto      |
| Ret     | 7   | John Watson        | McLaren-Ford    | 49     | Acidente        |
| Ret     | 5   | Nelson Piquet      | Brabham-Ford    | 42     | Câmbio          |
| Ret     | 17  | Geoff Lees         | Shadow-Ford     | 42     | Suspensão       |
| Ret     | 28  | Carlos Reutemann   | Williams-Ford   | 36     | Acidente        |
| Ret     | 26  | Jacques Laffite    | Ligier-Ford     | 36     | Acidente        |
| Ret     | 6   | Ricardo Zunino     | Brabham-Ford    | 34     | Câmbio          |
| Ret     | 34  | Emilio de Villota  | Williams-Ford   | 34     | Acidente        |
| Ret     | 29  | Riccardo Patrese   | Arrows-Ford     | 30     | Câmbio          |
| Ret     | 11  | Mario Andretti     | Lotus-Ford      | 29     | Motor           |
| Ret     | 9   | Jan Lammers        | ATS-Ford        | 26     | Pane elétrica   |
| Ret     | 4   | Derek Daly         | Tyrrell-Ford    | 13     | Acidente        |
| Ret     | 21  | Keke Rosberg       | Fittipaldi-Ford | 11     | Acidente        |
| Ret     | 8   | Alain Prost        | McLaren-Ford    | 5      | Motor           |
| Ret     | 18  | David Kennedy      | Shadow-Ford     | 2      | Acidente        |
| Fontes: |     |                    |                 |        |                 |